# 실화탐사대
《실화탐사대》는 매주 목요일 밤 9시에 방송되는 MBC TV의 교양 프로그램이다.

## 기획 의도
변화무쌍한 세상 속에서 빛의 속도로 쏟아지는 수많은 이야기 중에, 실화여서 더욱 놀라운 ‘진짜 이야기’를 찾는 본격 실화 탐사 프로그램.

## 방송 시간
| 방송 채널 | 방송 기간                           | 방송 시간                        | 방송 시간                        | 비고      |
| MBC TV    |                                     |                                  |                                  |           |
| --------- | ----------------------------------- | -------------------------------- | -------------------------------- | --------- |
| MBC TV    | 2018년 9월 12일 ~ 2019년 5월 15일   | 매주 수요일 저녁 8:55 ~ 밤 10:00 | 매주 수요일 저녁 8:55 ~ 밤 10:00 | 정규 편성 |
| MBC TV    | 2019년 5월 22일 ~ 2019년 5월 29일   | 매주 수요일 밤 10:05 ~ 11:05     | 매주 수요일 밤 10:05 ~ 11:05     | 정규 편성 |
| MBC TV    | 2019년 6월 5일 ~ 2020년 6월 24일    | 1부                              | 매주 수요일 밤 10:05 ~ 10:35     | 분리 편성 |
| MBC TV    | 2019년 6월 5일 ~ 2020년 6월 24일    | 2부                              | 매주 수요일 밤 10:35 ~ 11:05     | 분리 편성 |
| MBC TV    | 2020년 7월 4일 ~ 2021년 6월 26일    | 1부                              | 매주 토요일 저녁 8:50 ~ 밤 9:20  | 분리 편성 |
| MBC TV    | 2020년 7월 4일 ~ 2021년 6월 26일    | 2부                              | 매주 토요일 밤 9:20 ~ 9:50       | 분리 편성 |
| MBC TV    | 2021년 7월 3일 ~ 2022년 4월 2일     | 매주 토요일 저녁 8:50 ~ 밤 9:50  | 매주 토요일 저녁 8:50 ~ 밤 9:50  | 통합 편성 |
| MBC TV    | 2022년 4월 14일 ~ 2022년 10월 13일  | 매주 목요일 밤 9:00 ~ 10:00      | 매주 목요일 밤 9:00 ~ 10:00      | 통합 편성 |
| MBC TV    | 2023년 1월 5일 ~ 현재               | 매주 목요일 밤 9:00 ~ 10:00      | 매주 목요일 밤 9:00 ~ 10:00      | 통합 편성 |
| MBC TV    | 2022년 10월 20일 ~ 2022년 12월 22일 | 매주 목요일 밤 9:00 ~ 9:50       | 매주 목요일 밤 9:00 ~ 9:50       | 통합 편성 |

## 역대 진행자
- 1대 : 강다솜, 신동엽, 김정근, 박지훈 (2018년 9월 12일 ~ 2023년 3월 16일)
- 2대 : 강다솜, 신동엽, 서인, 박지훈 (2023년 3월 23일 ~ 2024년 12월 5일)
- 3대 : 강다솜, 지진희, 서인, 박지훈 (2024년 12월 12일 ~ 현재)

## 일부 지역 자체 방송
- 춘천MBC : 여기 이슈 강원
- 목포MBC, 안동MBC, 원주MBC, MBC충북 : 다큐M
- 대전MBC : 인생내컷
- 광주MBC : 시사토론 시사용광로
- 대구MBC : 시민의 품격
- 부산MBC, 울산MBC, 원주MBC : 특집 프로그램
- MBC경남 : 뉴스파다 시즌3
- 포항MBC : 시사 날, 살맛나는 세상
- 전주MBC : 로컬판타지
- 제주MBC : 특별기획 다큐 프로그램

※ 강원영동, 여수 등은 자체방송 없이 그대로 방송된다. (단 특집방송 시에는 결방된다.)

## 동일 소재 프로그램
- KBS 뉴스특보 (KBS 보도본부 제작)
- 해피선데이 (KBS 예능본부 제작)
- 감성다큐 미지수 (KBS 2TV)
- 과학다큐 비욘드, 자이언트 펭TV (EBS 1TV)
- 히어로 써클 (EBS·스튜디오 티앤티 공동 제작)
- MBC 뉴스특보 (MBC 보도본부 제작)
- SBS 뉴스특보, 그것이 알고싶다, 궁금한 이야기 Y, 신발 벗고 돌싱포맨, SBS 뉴스 이슈진단 (SBS TV)
- MBN 뉴스특보 (MBN)
- 이것은 실화다 (TV조선)
- 천일야사, 채널A 뉴스특보 (채널A)
- YTN 뉴스특보 (YTN)
- 연합뉴스TV 뉴스특보 (연합뉴스TV)
- 아르곤 (tvN)
- 진격의 언니들 (채널S)
- 지금은 라디오 시대, 손에 잡히는 경제, 두시만세, 배순탁의 B side, 문화야 놀자, 출발 주말세상 차미연입니다, 모두의 퀴즈생활 서유리입니다, 주말엔 나비인가봐, 마음연구소 (MBC 표준FM)
- 라디오 고해소 비밀번호 1053 (cpbc FM)

## 수상 목록
- 2022년 MBC 방송연예대상 시사교양 특별상 부문 (박지훈)